# Dinastia Kwilu
La dinastia Kwilu, també coneguda com al casa de Kwilu (portuguès: Coulo), era un kanda o nissaga reial del regne del Congo.

## Orígens
Abans de la proclamació del kanda Kwilu Kanda, el kanda Kilukeni o la Casa de Lukeni havia governat el Congo des dels seus inicis cap al final del segle xiv.	Després de la mort del rei Henrique I, el poder passà a les mans d'Álvaro I. Álvaro I era fillastre d'Henrique I, el que probablement explica per què es va formar un nou kanda quan va aconseguir heretar el tron. Va assolir el poder el 1567 i va nomenar la seva casa reial pel petit districte en el qual va néixer al nord de la capital.

## Govern
A excepció de la invasió dels jaga durant els primers anys del regnat d'Álvaro I, la Casa de Kwilu va governar el regne sense interrupció fins al 4 de maig de 1622. Va ser llavors quan Álvaro III va morir deixant un fill massa gran per ser elegit. El kanda Kinkanga se'n va fer càrrec a partir d'aquest moment però va ser destituït i reemplaçat per Ambrósio I tornant el kanda Kwilu al poder. El rei Ambrósio va morir durant una revolta massiva i el va succeir el nen Álvaro IV, l'últim rei de la casa de Kwilu. Cap dels membres de Kwilu va obtenir el tron després de 1636, i el Congo va ser dominat per cases en conflicte que reclamaven descendència d'Afonso I o dels seus familiars.